# Francisco Javier Laporta San Miguel
Francisco Javier Laporta San Miguel (Madrid, 3 de desembre de 1945) és un jurista espanyol. En 1968 es llicencià en dret i el 1973 es doctorà en dret a la Universitat Autònoma de Madrid amb una tesi sobre Adolfo Posada. De 1969 a 1972 fou professor ajudant del departament dirigit per Joaquín Ruiz-Giménez Cortés i de 1972 a 1983 fou professor ajudant d'Elías Díaz García. Actualment és catedràtic de Filosofia del Dret de la Universitat Autònoma de Madrid.
Ha estat director del Centro de Estudios Políticos y Constitucionales i director de l'Institut de Drets Humans de la Universitat Complutense de Madrid. També ha estat membrr del Comitè Executiu de la International Association for Philosophy of Law and Social Philosophy (IVR) i del Tampere Club, i patró de la Fundació Francisco Giner de los Ríos-Institución Libre de Enseñanza. Ha format part del consell editor de Doxa: Cuadernos de Filosofía del Derecho, on ha publicat bona part dels seus articles.
En 2008 li fou atorgat el Premi Nacional d'Investigació Pascual Madoz per la seva contribució a l'enriquiment del mètode jurídic, especialment a la consolidació de l'Estat de Dret.

## Obres
- Adolfo Posada, política y sociología en la crisis del liberalismo español (1974)
- Antología pedagógica de Francisco Giner de los Ríos Madrid : Santillana, D.L. 1988. ISBN 84-294-1460-6
- El imperio de la ley: Una visión actual Madrid : Editorial Trotta, S.A.. ISBN 84-8164-930-9
- Los derechos históricos en la Constitución amb Alejandro Sáiz Arnaiz, Centro de Estudios Políticos y Constitucionales, 2006. ISBN 84-259-1344-6